# Porozumienie z Triparadejsos

Podział imperium Aleksandra Wielkiego na przełomie IV i III wieku p.n.e.

Porozumienie z Triparadejsos – ponowione uzgodnienie stref wpływów pomiędzy spadkobiercami imperium Aleksandra Wielkiego (pierwszego dokonano w Babilonie bezpośrednio po śmierci króla), kończące pierwszą wojnę diadochów, zawarte w 321 p.n.e. w Triparadejsos w Syrii.

## Śmierć Aleksandra i początki kryzysu
Nieoczekiwana śmierć Aleksandra Wielkiego w Babilonie (323 p.n.e.) uwidoczniła wszystkie słabości stworzonego przez niego państwa. Brak określonego następstwa spowodował wysunięcie się na pierwszy plan dowódczej elity armii macedońskiej, zwanej później następcami (z greckiego diadochami). Pod naciskiem żołnierzy obwołali oni królem niepełnosprawnego umysłowo przyrodniego brata Aleksandra Arridajosa (jako Filipa III). Jego opiekunem ustanowiono Kraterosa. Dowódcy dokonali podziału między siebie stanowisk satrapów, usuwając z nich wszystkich Persów, a rola dominująca przypadła Perdikkasowi będącemu jednocześnie głównym zwolennikiem jedności imperium.

### I wojna diadochów
W wyniku nadmiernych ambicji Perdikkasa szybko zawiązała się przeciwko niemu koalicja, do której weszli: Antypater, Lizymach, Krateros, Antygon i Ptolemeusz. Chcąc rozprawić się z buntownikami Perdikkas najechał satrapię Ptolemeusza (Egipt), lecz chociaż dotarł z wojskiem bez przeszkód aż nad samą Deltę, został zamordowany przez własnych oficerów jeszcze przed końcem kampanii.

## Nowy układ
Pozostali członkowie koalicji, jednak już bez Kraterosa, który zginął w trakcie działań wojennych, dokonali nowego podziału imperium podczas spotkania w Triparadejsos w południowej Syrii w 321 p.n.e. Rola opiekuna królów (wdowa po Aleksandrze Roksana urodziła syna Aleksandra IV) przypadła Antypatrowi, a Seleukosowi (przywódcy spisku przeciwko Perdikkasowi) – satrapia Babilonii. Szczegóły układu dotrwały do naszych czasów dzięki Focjuszowi i jego Bibliotece zawierającej informacje z zaginionej pracy Flawiusza Arriana oraz Diodorowi Sycylijskiemu (XVIII księga Biblioteki).
| Postanowienia układu z Triparadejsos | Postanowienia układu z Triparadejsos | Postanowienia układu z Triparadejsos |
| Rola lub region                      | Diodor Sycylijski                    | Flawiusz Arrian                      |
| ------------------------------------ | ------------------------------------ | ------------------------------------ |
| Królowie Macedonii                   | Filip III Arridajos i Aleksander IV  | Filip III Arridajos i Aleksander IV  |
| Regent                               | Antypater                            | Antypater                            |
| Macedonia                            | Antypater                            | Antypater                            |
| Illiria                              | Antypater                            | Antypater                            |
| Epir                                 | Antypater                            | Antypater                            |
| Grecja                               | Antypater                            | Antypater                            |
| Tracja                               | Lizymach                             | Lizymach                             |
| Hellespont i północna część Frygii   | król Filip III Arridajos             | król Filip III Arridajos             |
| Frygia właściwa                      | Antygon I Jednooki                   | Antygon I Jednooki                   |
| Pamfilia                             | Antygon I Jednooki                   | Antygon I Jednooki                   |
| Licja                                | Antygon I Jednooki                   | Antygon I Jednooki                   |
| Karia                                | Asander                              | Asander                              |
| Lidia                                | Kleitos Biały                        | Kleitos Biały                        |
| Kapadocja                            | Nikanor ze Stagiry                   | Nikanor ze Stagiry                   |
| Paflagonia                           | Nikanor ze Stagiry                   | Nikanor ze Stagiry                   |
| Cylicja                              | Filoksenos                           | Filoksenos                           |
| Egipt                                | Ptolemeusz I Soter                   | Ptolemeusz I Soter                   |
| Syria                                | Laomedon                             | Laomedon                             |
| Mezopotamia                          | Amfimachos                           | Amfimachos                           |
| Babilonia                            | Seleukos I Nikator                   | Seleukos I Nikator                   |
| Media                                | Peiton                               | Peiton                               |
| Suzjana                              | Antygenes                            | Antygenes                            |
| Persydaa                             | Peukestas                            | Peukestas                            |
| Kerman                               | Tlepolemos                           | Tlepolemos                           |
| Hyrkania                             | Filip                                | Filip                                |
| Partia                               | Filip                                | Filip                                |
| Sogdiana                             | Stasanor                             | Stasanor                             |
| Baktria                              | Stasanor                             | Stasanor                             |
| Drangiana                            | Stasander                            | Stasander                            |
| Aria                                 | Stasander                            | Stasander                            |
| Arachozja                            | brak danych                          | Sibyrtios                            |
| Gedrozja                             | brak danych                          | Sibyrtios                            |
| Paropamisada                         | Oksyartes                            | Oksyartes                            |
| Pendżab                              | Taksyles                             | Taksyles                             |
| Rejon Indusu                         | Poros                                | Poros                                |
| Gandhara                             | Peiton syn Agenora                   | Peiton syn Agenora                   |